# Чхокхор (гевог)
Чхокхор — гевог (села) дзонгхагу Бумтанг, Бутан.